# Freestyle (genere musicale)
Per freestyle, anche noto come latin hip hop, latin rap e latin freestyle, si intende un genere di musica dance diffuso in diverse città della East Coast statunitense lungo la fine degli anni ottanta. Godette di vasta notorietà fra gli immigrati, perlopiù latinoamericani e italiani, siti in grandi città come New York.

## Caratteristiche
Ispirato a Planet Rock (1982) di Afrika Bambaataa e alla musica latinoamericana, il freestyle discende dall'electro del periodo. Tuttavia, a differenza di quest'ultima, è più vicino all'electropop, presenta linee di sintetizzatore più marcate, ritmi più veloci e contaminazioni house. Le liriche si concentrano su tematiche d'amore colme di romanticismo adolescenziale. Alcuni lo hanno definito "bubble-salsa di synth pesanti di Lisa Lisa e i suoi discendenti capelloni" e "ballate bubblegum accompagnate da una drum machine". Gli artisti freestyle sono perlopiù latinoamericani e includono George Lamond, Coro, Judy Torres, Noel Pagan, Joey Kidd, La India, Marc Anthony, Jocelyn Enriquez, Cover Girls, Exposé, TKA, Latin Rascals, Sa-Fire e Brenda K. Starr.

## Sottogeneri

### Brazilian freestyle
Il programma radiofonico di DJ Marlboro "Big Mix", trasmesso dagli anni '80, ha reso popolare una versione fluida del funk underground a Rio. Queste versioni soft formavano un sottogenere romantico in Brasile, aggiungendo melodie e arrangiamenti alle melodie del funk battuto e grezzo.